# Baćina
Baćina is een plaats in de gemeente Ploče in de Kroatische provincie Dubrovnik-Neretva. De plaats telt 578 inwoners (2001).

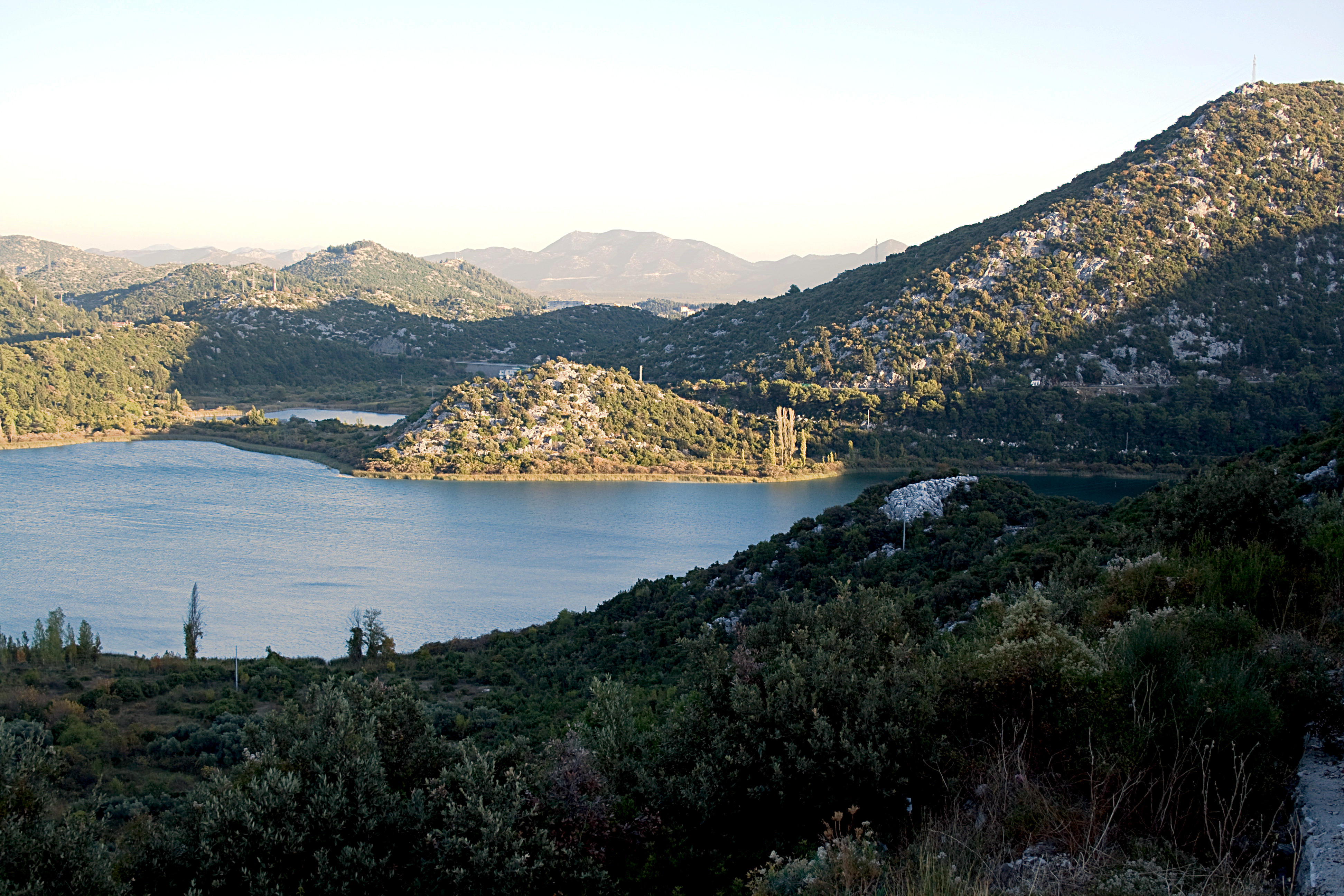
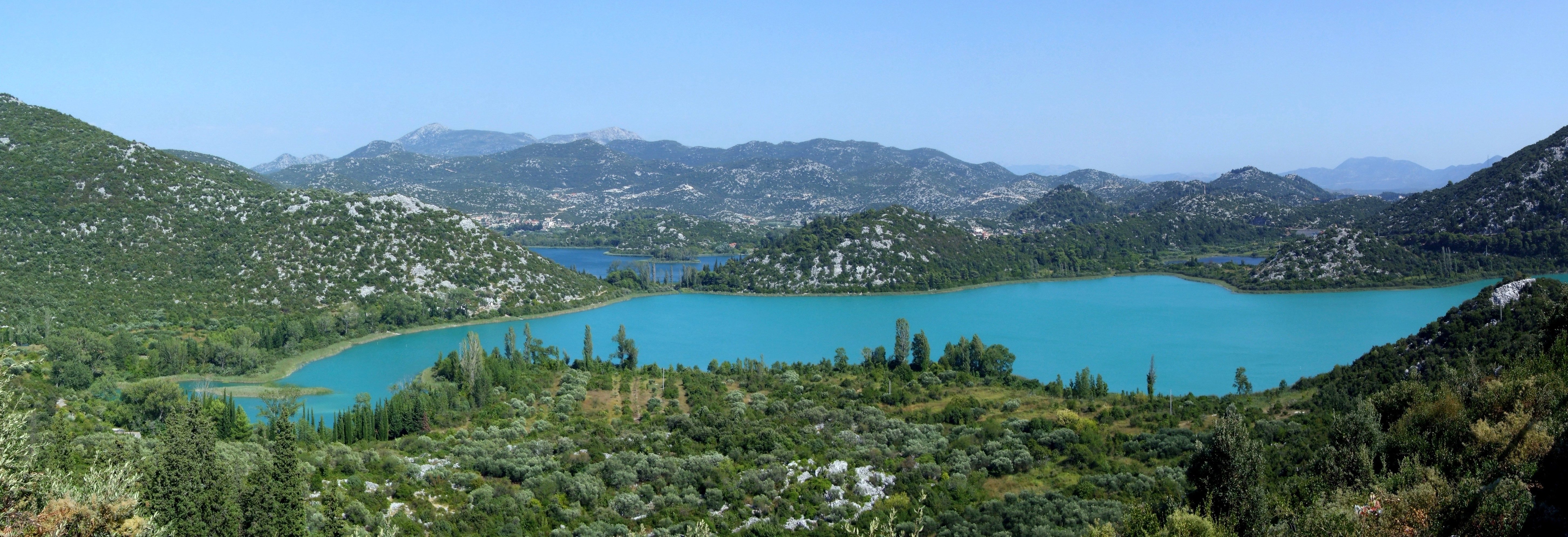